# Miškolc
Miškolc (madžarsko Miskolc, slovaško Miškovec, nemško Mischkolz, jidiško Mishkoltz; romunsko Mișcolț) je četrto največje mesto in sedež županije na Madžarskem, ki upravno spada v županijo Borsod-Abaúj-Zemplén. S 154.521 prebivalci na dan 1. januarja 2019 je Miskolc četrto največje mesto na Madžarskem (za Budimpešto, Debrecenom in Szegedom). Znano je po težki industriji.
Tu je tudi letališče Miskolc in DVTK Stadion (22.000 mest), domači stadion Diósgyőri VTK.

## Etimologija
Ime izhaja iz Miško, slovanske oblike Michael. Miškovec → Miskolc z enakim razvojem kot Lipovec → Lipólc, Lipóc. Ime je povezano z rodom Miskolci (tudi Miskóc ali Myscouch, slovaško Miškovec, množina Miškovci), ki se imenuje po naselju ali obratno. Najzgodnejše omembe so que nunc vocatur Miscoucy (okoli 1200), de Myschouch (1225), Ponyt de genere Myscouch (1230), v Miscovcy (1245).

## Zgodovina
Območje je bilo naseljeno že od antičnih časov – arheološke najdbe segajo v paleolitik in dokazujejo prisotnost človeka več kot 70.000 let v preteklosti. Njegovi prvi znani prebivalci so bili Cotini, eno od keltskih plemen. Območje so zasedli Madžari v poznem 9. stoletju. S tem imenom se prvič omenja okoli leta 1210 našega štetja. Klan Miskóc je izgubil svojo moč, ko je kralj Karel I. Ogrski centraliziral svojo oblast z omejitvijo moči oligarhov.
Miškolc je kralj Ludvik I. Ogrski leta 1365 povzdignil v oppidum (tržno mesto). Prav tako je dal preoblikovati grad bližnjega mesta Diósgyőr (zdaj okrožje Miškolca) v gotsko trdnjavo. Mesto se je razvijalo dinamično, vendar se je med osmansko okupacijo večjega dela Madžarske razvoj Miškolca ustavil. Osmani pod Sulejmanom Veličastnim so zavzeli Miškolc leta 1544 in mesto je napredovalo do leta 1687. Po bitki pri Mezőkeresztesu leta 1596 so mu vladali Osmani do leta 1687 kot del ejaleta Egir. V teh letih je Miškolc postal pomembno središče vinogradništva. Do konca 17. stoletja je bilo število prebivalcev v mestu tako veliko kot v Kassi/Košicah in ustanovljenih je bilo 13 cehov.
Med vojno za neodvisnost proti habsburški vladavini v začetku 18. stoletja je knez Franc II. Rákóczi, vodja Madžarov, postavil svoj sedež v Miškolcu. Cesarske sile so leta 1707 mesto oplenile in požgale. Štiri leta pozneje je polovica prebivalstva postala žrtev epidemije kolere. Miškolc si je hitro opomogel in ponovno se je začela nova doba blaginje. Leta 1724 je bil Miškolc izbran za mesto, kjer bodo zgradili okrajno hišo okrožja Borsod. V 18. in 19. stoletju so bile zgrajene številne druge pomembne stavbe, vključno z mestno hišo, šolami, kot je Lévay József Református Gimnázium és Diákotthon, cerkvami, sinagogo in gledališčem. Gledališče se običajno šteje za prvo kamnito gledališče na Madžarskem, čeprav je bilo prvo dejansko zgrajeno v Kolozsváru (takrat del Madžarske, zdaj Cluj-Napoca, Romunija). Po prvem državnem štetju (1786) je imelo mesto 14.719 prebivalcev in 2414 hiš.
Epidemija kolere leta 1873 in poplava leta 1878 sta terjali številna življenja. Poplava je uničila več objektov, vendar so na njihovih mestih zrasli večji in veličastnejši objekti. Prva svetovna vojna mesta ni neposredno prizadela, vendar je veliko ljudi umrlo bodisi zaradi vojskovanja bodisi zaradi epidemij. Po prvi svetovni vojni so ga med letoma 1918 in 1919 zasedle češkoslovaške čete.
Po Trianonski pogodbi je Madžarska izgubila Kasso (danes Košice na Slovaškem) in Miškolc je postal edino regionalno središče severne Madžarske. To je bil eden od razlogov za izjemno rast mesta v 1930-ih in 1940-ih.
Na začetku druge svetovne vojne je Madžarska postala zaveznica nacistične Nemčije. Nezadovoljni z madžarsko vlado so nemške enote 19. marca 1944 okupirale Madžarsko in na čelo vlade postavile antisemitsko stranko Arrow Cross. Judom v Miškolcu in drugod je bilo zapovedano nositi rumene zvezde na svojih oblačilih. Pod nadzorom nacističnega SS-Obersturmbannführerja Adolfa Eichmanna so se »deportacije« iz Miškolca začele 11. ali 12. junija 1944. Več kot 14.000 judovskih odraslih in otrok je bilo z živinskimi vagoni poslanih v Auschwitz, kjer so večino ob prihodu usmrtili s plinom. Po vojni so se Judje, ki so preživeli holokavst, vrnili v Miškolc v upanju, da bodo povrnili svojo zemljo in imetje. Več kot 130 so jih zgrabili člani lokalne stranke Arrow Cross Party in jih na hitro umorili. Na judovskem pokopališču na hribu nad Miškolcem je spomenik zanje. Vključuje 10 zapovedi, vklesanih v kamen, vse napisane v hebrejščini, razen Ne ubijaj, ki je napisana v madžarščini.
Priprave na drugo svetovno vojno so Miškolc uveljavile kot nacionalno središče težke industrije, položaj, ki ga je mesto obdržalo do 1990-ih. Čeprav je Miškolc v zadnjem letu vojne zelo trpel, si je hitro opomogel in z vključitvijo okoliških vasi postal drugo največje mesto na Madžarskem z več kot 200.000 prebivalci.
Leta 1949 je bila ustanovljena Univerza v Miškolcu (kot naslednica Akademije za rudarstvo, prej v Selmecbányi, ki je danes Banská Štiavnica, Slovaška).
V svoji dolgi zgodovini je Miškolc preživel požare, poplave, kugo in tuje vdore, vendar je ohranil svoj položaj središča severovzhodne Madžarske. 1990-ta so prinesla krizo v železarstvu z upadom števila prebivalstva.
Miškolc zdaj poskuša postati znan kot kulturno – namesto zgolj industrijsko – mesto. Med različnimi kulturnimi dogodki je eden najpomembnejših praznikov Mednarodni operni festival, ki poteka vsako poletje.
Turistične destinacije v Miskolcu so Tapolca, Lillafüred in Felsőhámor. Tapolca ima park z ribnikom za čolnarjenje in edinstveno Jamsko kopališče. Lillafüred in Felsőhámor sta lepi vasici v dolini, obdani s hribi in gozdovi; njune znamenitosti so hotel Palace na obali jezera Hámori, slap Szinva (najvišji slap v državi), jama Anna in jama István.

## Geografija
Mesto leži na stičišču različnih geografskih regij – vzhodno od hribovja Bükk, v dolini reke Sajó ter potokov Hejő in Szinva. Po popisu iz leta 2001 je imelo mesto skupno površino 236,68 km². Tla se postopoma nagibajo; razlika med najvišjim in najnižjim območjem je približno 800 m.
Najnižja območja so bregovi reke Sajó z nadmorsko višino 110–120 m. Območje spada v regijo Velike nižine in je sestavljeno iz sedimentnih kamnin. Med hribom Avas in Diósgyőrom leži hribovito območje Spodnjega Bükka (250–300 m), ki ga sestavljajo peščenjak, lapor, glina, plasti premoga iz terciarnega obdobja in vulkanske kamnine iz miocena.
Centralni Bükk, položno hribovito območje z nadmorsko višino med 400 in 600 m, je med Diósgyőrjem in Lillafüredom; območje je sestavljeno iz apnenca, skrilavca, dolomita in drugih kamnin iz triasa. Površje je nastalo predvsem zaradi kraške erozije.
Najvišje območje, 600–900 m visoko višavje Bükk se začne pri Lillafüredu. To večinoma sestavljajo morski sedimenti (apnenec, skrilavec, dolomit) iz paleozoika in mezozoika ter vulkanske kamnine, kot sta diabaz in porfir. Na tem območju je več jam. Mesto je znano tudi po najnižji temperaturi, ki je bila kdaj koli zabeležena na Madžarskem pri −35 °C.

### Podnebje
Poletja so v Miškolcu sveža, a včasih topla in vlažna. Dnevne temperature 20–30 °C ali višje so običajne. V zimski sezoni prevladujeta sneg in led. V Miškolcu letno zapade približno 120 centimetrov snega. Dnevi pod lediščem in noči pod –20 °C se pojavljajo pozimi.

## Glavne znamenitosti

### Center
- Glavna ulica in mestni trg z vzdušjem madžarskih mest iz 19. stoletja
- Gotska protestantska cerkev hriba Avas
- Grška pravoslavna cerkev in muzej v Miskolcu z največjim ikonostasom v srednji Evropi
- Hiša umetnosti z dvema art kinematografoma
- Kósova hiša (zasnoval Károly Kós v Art nouveau in ljudskem slogu, 1931)
- Cerkev Mindszent
- Minoritska cerkev in Trg herojev
- TV stolp Miskolc-Avas
- Narodno gledališče Miskolc
- Lutkovno gledališče Csodamalom
- Muzej Otto Herman
- Palača glasbe
- Lesena cerkev

### Diósgyőr
- Grad Diósgyőr (zgrajen v 13. stoletju, svoj vrhunec je doživel med vladavino Ludvika Velikega; srednjeveške grajske igre se odvijajo vsak avgust)
- Luteranska cerkev Diósgyőr
- Protestantska cerkev Diósgyőr (baročna, zgrajena na ruševinah srednjeveškega samostana)

### Lillafüred
- Anina jama, Istvánova jama, Szeleta jama
- Hotel Palace
- Jezero Hámori
- Gojnica postrvi
- Slapovi (najvišji na Madžarskem)

Obstaja ozkotirna železnica, ki povezuje Lillafüred z Miškolcem, znana kot Lillafüredi Állami Erdei Vasút (Državna gozdna železnica Lillafüred). Vijuga skozi slikovite gozdove in vozi od pol ure do 45 minut med dvema glavnima postajama. Postajališče Miškolc je v kraju Diósgyőr.

### Miskolctapolca
- Jamsko kopališče Miskolctapolca

- Zvonik gotske cerkve Avas
- Ruševine gradu Diósgyőr
- Lesena cerkev
- Minoritska cerkev
- V jamskem kopališču